# Ballindine
Ballindine (in gaelico irlandese Baile an Daighin) è un villaggio del Mayo, in Irlanda.

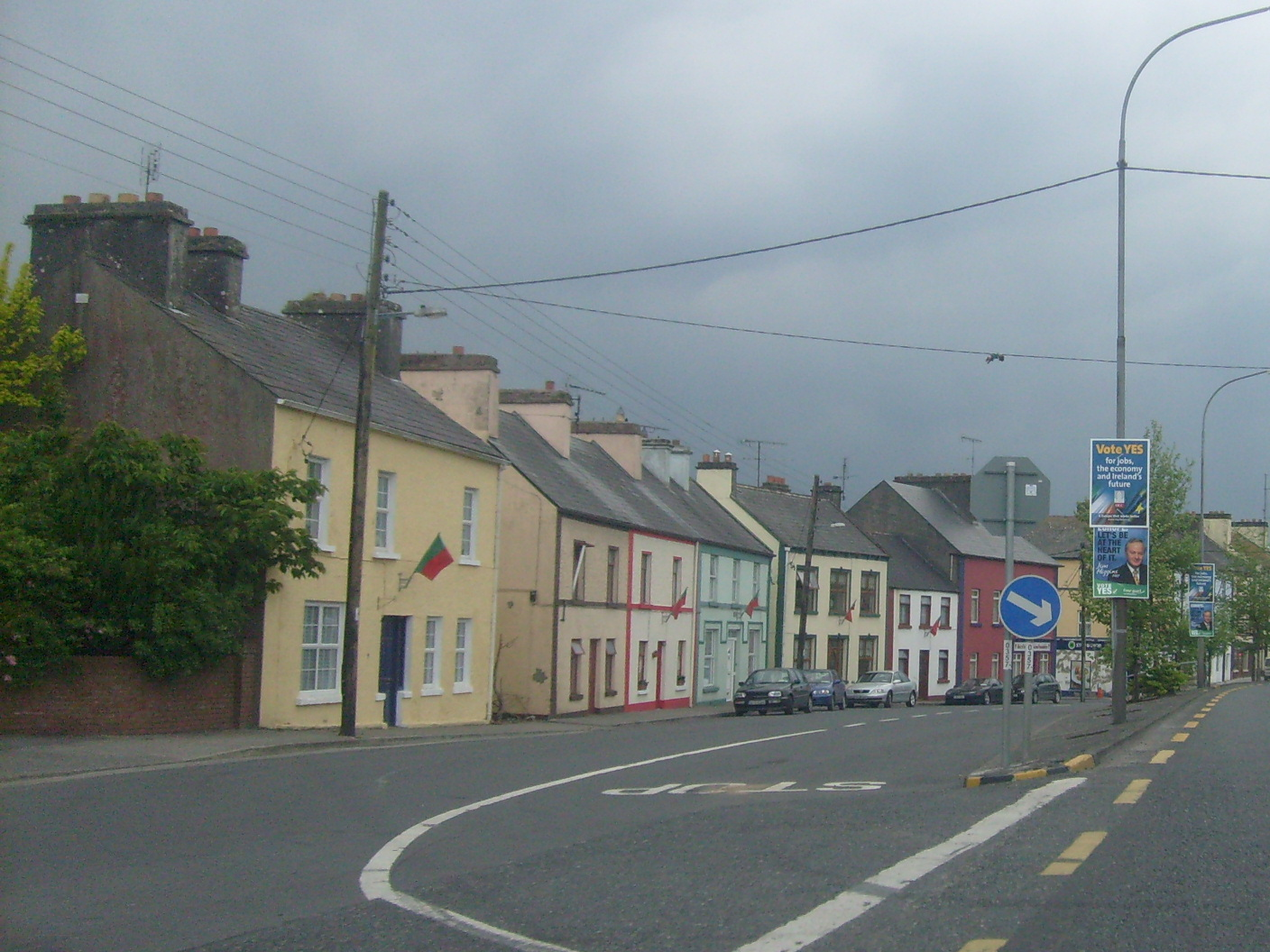
Ballindine

Il piccolo centro è situato in una zona molto importante per il traffico, in quello che una volta era chiamato Western Rail Corridor e all'ingresso della propria contea sulla strada N17 da Tuam, essendo sul confine con la contea di Galway. Storicamente conosciuta come the townland of the stronghold ("la terra abitata della roccaforte"), Ballindine offre pace e tranquillità per i visitatori, che si possono immergere nell'atmosfera comunque allegra dei molti pub e nella tradizione irlandese piuttosto viva.
Il villaggio ospitava fino agli anni sessanta una fiera mensile del bestiame e soprattutto quella settembrina era famosa in tutta l'Irlanda per i prezzi convenienti degli ovini. La fiera che si teneva in luglio invece era chiamata The Gooseberry Fair; ormai l'unico appuntamento dell'anno ed è stata ribattezzata Gooseberry Festival.
All'ingresso meridionale del villaggio, è situato un singolare monumento a forma di strumento armonico.